# La Haye-Centrale (métro de Rotterdam)
La Haye-Centrale (en néerlandais Den Haag Centraal) est une station terminus de la  ligne E du métro de Rotterdam. Elle est située au centre de la ville de La Haye au Pays-Bas.
Elle est intégrée dans pôle multimodale de gare centrale de Rotterdam qui comprend des arrêts du tramway et des bus de La Haye.

## Situation sur le réseau

Plan du métro.

Établie en aérien, la station La Haye-Centrale, est un terminus de la ligne E du métro de Rotterdam. Terminus nord de la ligne D elle est située à Rotterdam CS, en direction du terminus sud Slinge,.
Elle dispose des deux voies de la ligne encadrées par deux quais latéraux. La fin des voies est à l'extrémité de la station.

## Histoire

### Première station (2007-2016)
La station de La Haye-Centrale est mise en service le 3 septembre 2007, lors de l'ouverture à l'exploitation de la section de Nootdorp à La Haye-Centrale de l'ancienne ligne de chemin de fer mise aux normes du métro. La station est alors située dans le hall, près des quais, de la gare centrale de La Haye. Au début des années 2010, les Nederlandse Spoorwegen (NS) qui ont besoin de place pour l'accueil des voyageurs, dont le nombre est en hausse, décident de déplacer la station terminus du métro.

### Deuxième station (depuis 2016)
Au cours de l'année 2014, le chantier de construction de la nouvelle station du métro débute, elle fait partie du projet RandstadRail. Il s'agit d'une station aérienne située sur un viaduc devant la gare centrale. La voie doit monter de douze mètres pour y accéder. La nouvelle station, terminus de la ligne E du métro de Rotterdam, est mise en service le 22 août 2016. La nouvelle station est conçue par le cabinet ZJA warts & Jansma Architects (nl).

## Services aux voyageurs

### Accès et accueil
La station est accessible sur la place, devant la gare, elle dispose d'un escalier, un escalier mécanique et un ascenseur pour l'accessibilité des personnes à la mobilité réduite. Elle est équipée d'automates pour l'achat ou la recharge de titres de transport et de tourniquets pour le contrôle.

Installations
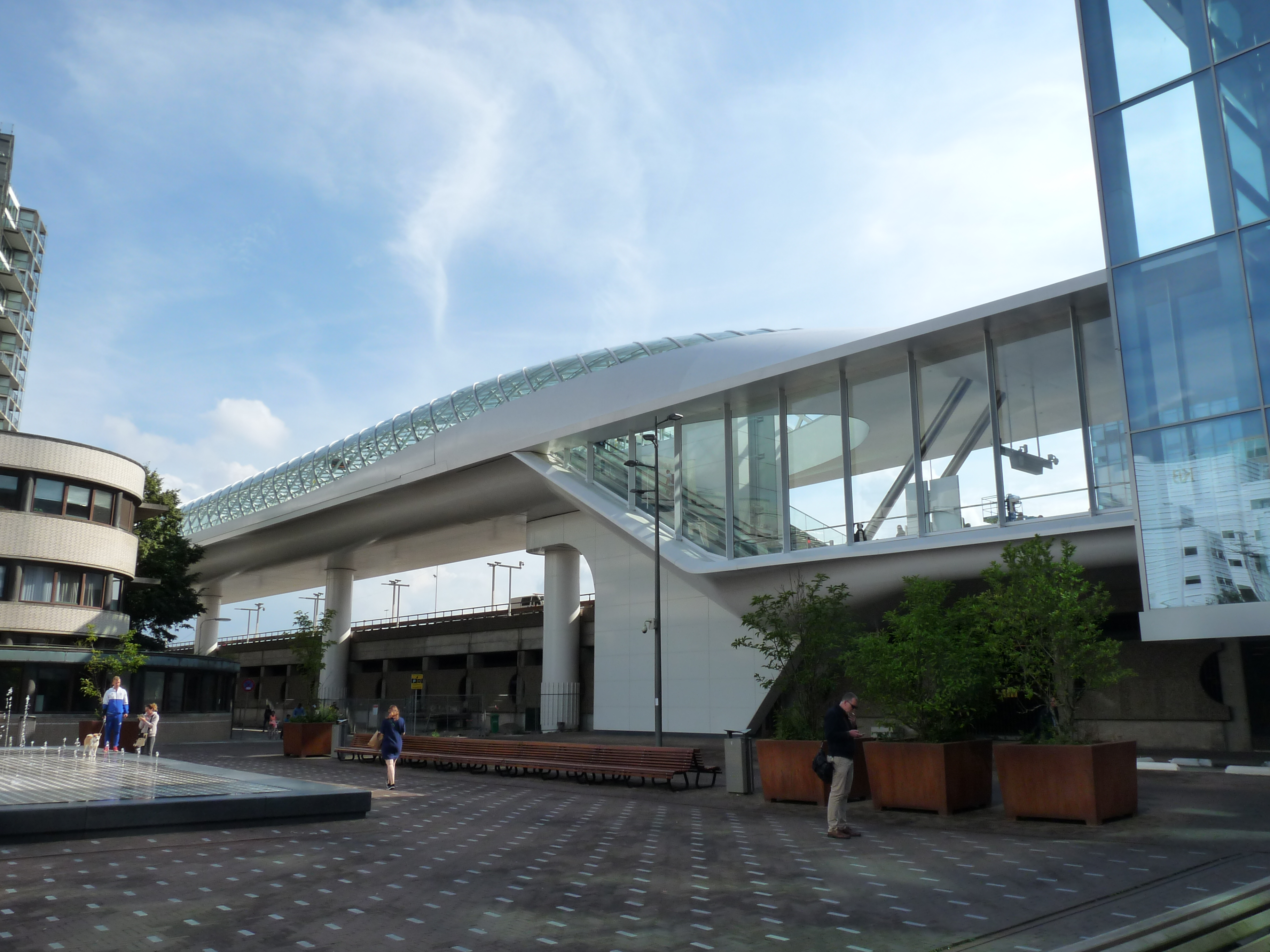
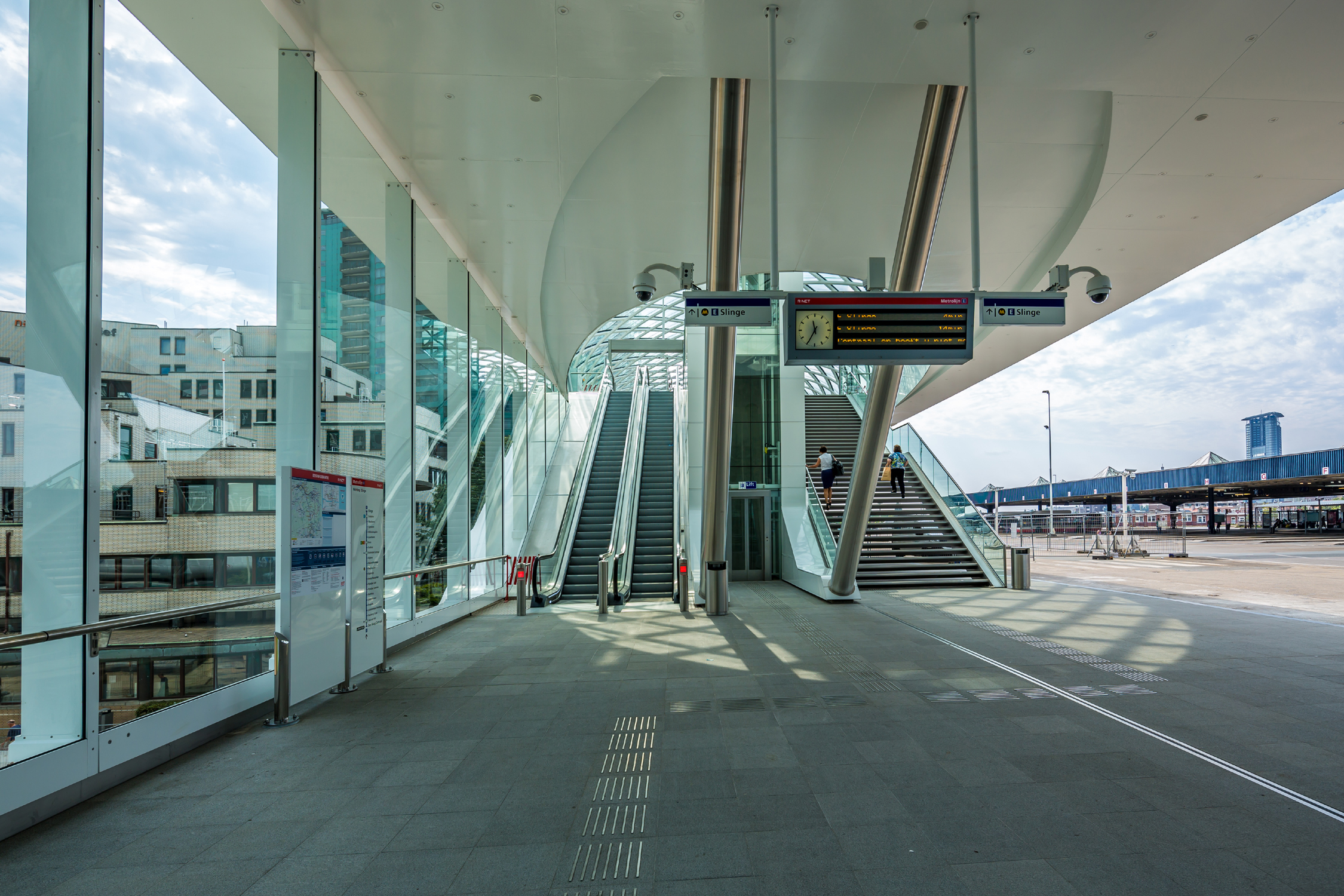
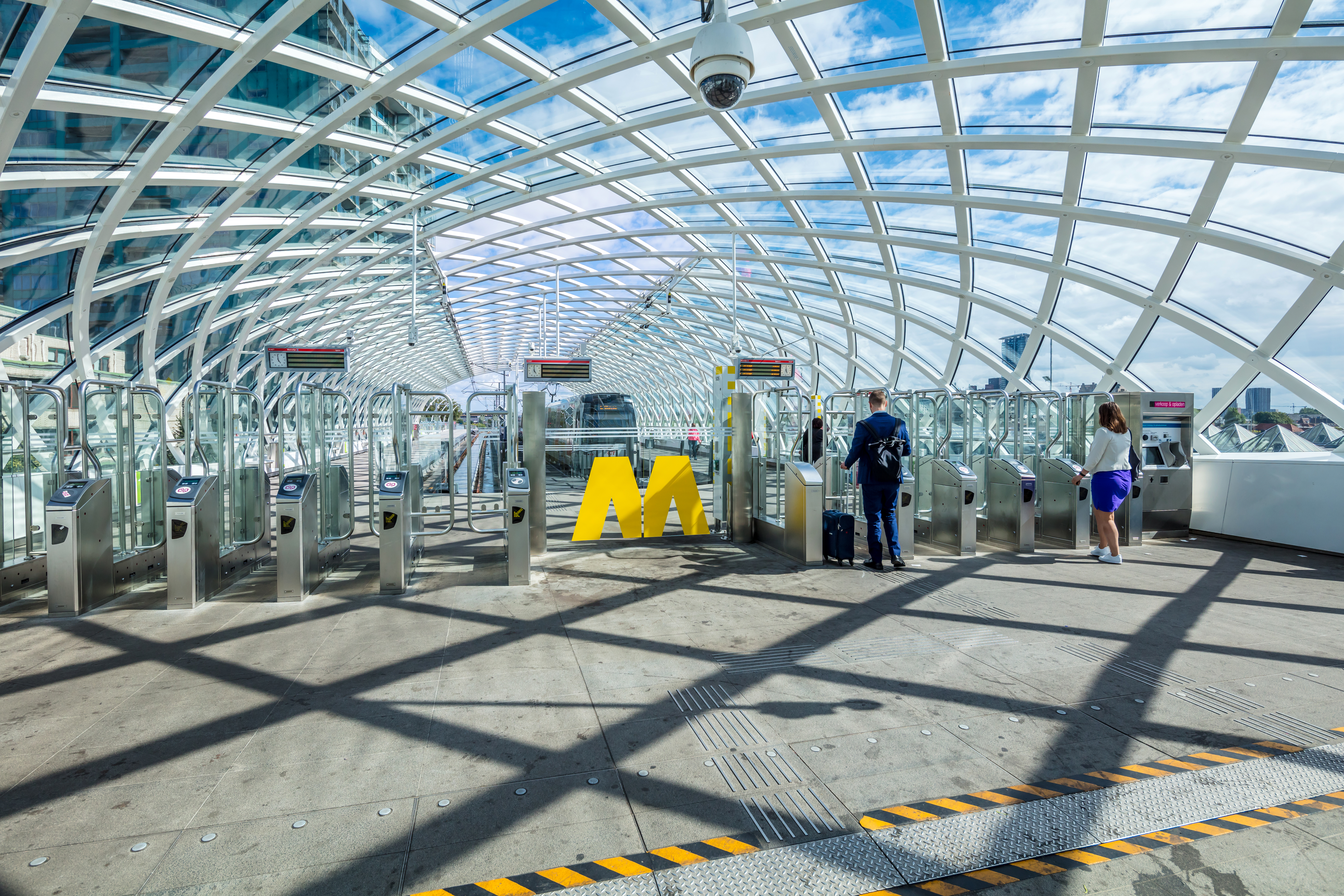

### Desserte
La Haye-Centrale est desservie par les rames de la ligne E du métro de Rotterdam.

Installations et desserte
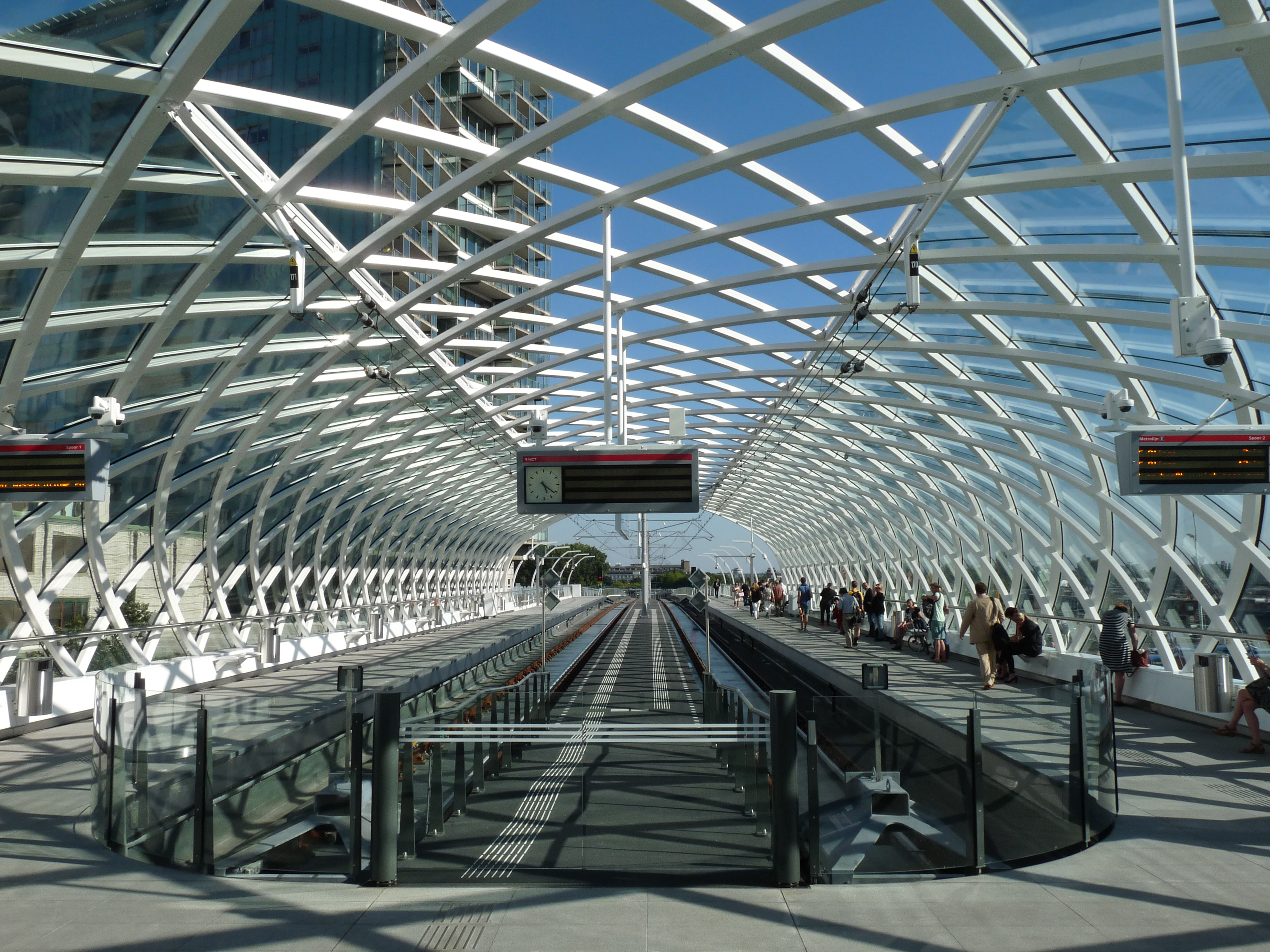
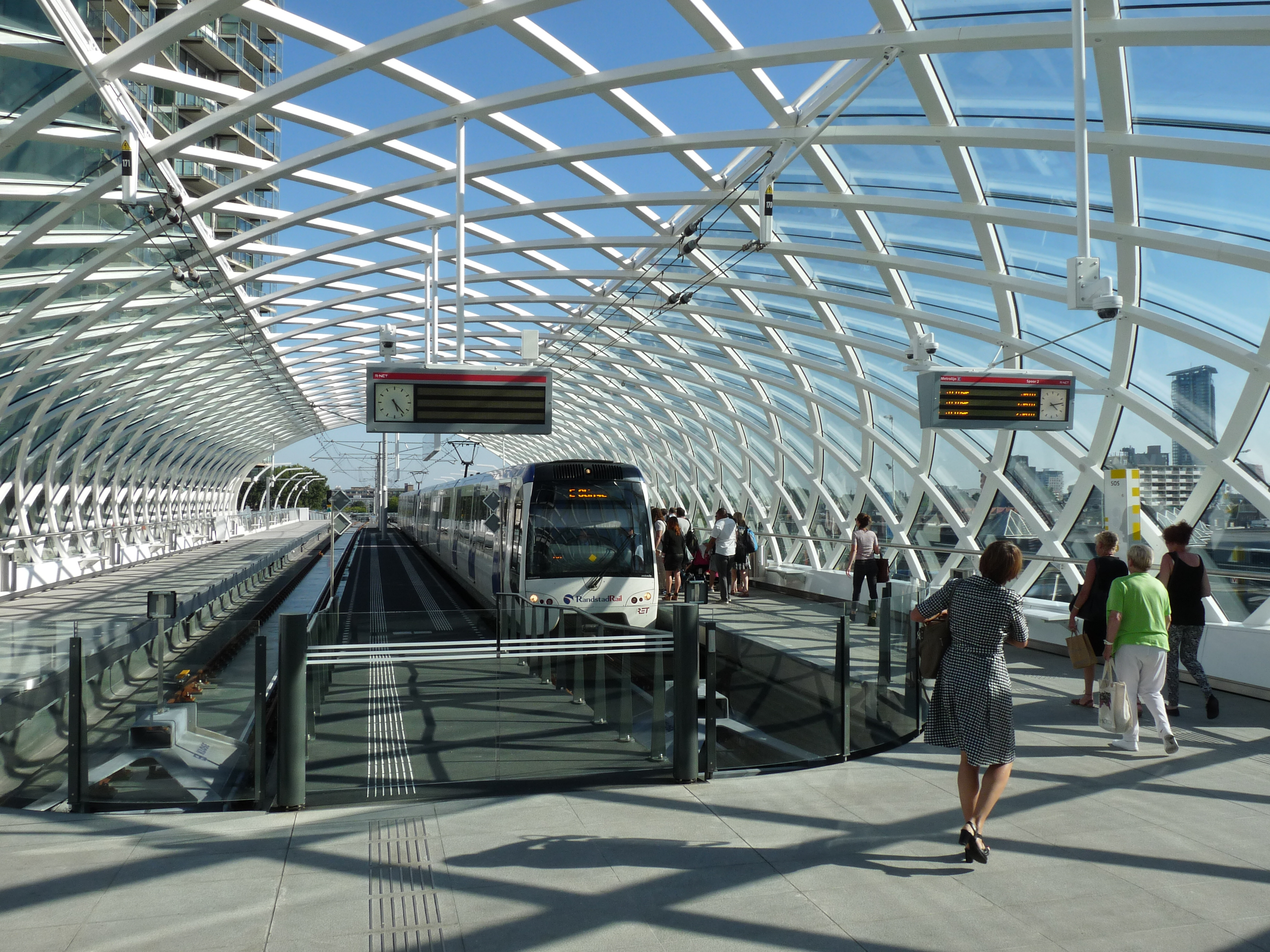
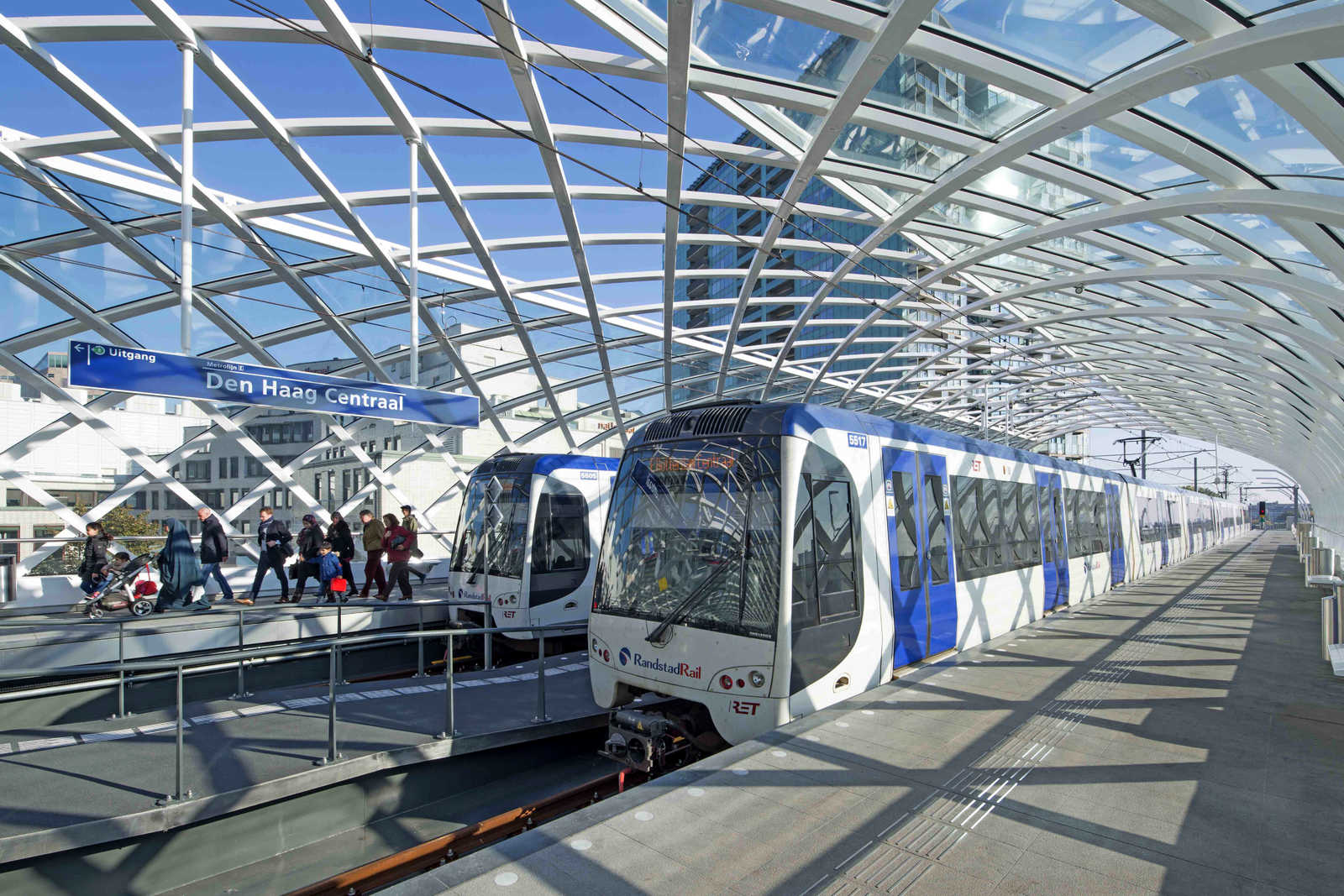

### Intermodalité
La station est en communication avec la gare centrale de La Haye et l'ensemble des l'ensemble des transports et services situés à proximité. Notamment les trams des lignes 2, 6, 9, 15, 16 et 17 et de nombreux bus. On trouve également un parc couvert et sécurisé pour les vélos, une station de vélos en libre-service OV-fiets, un espace de covoiturage Greenwheels et un parc relais P+R pour les véhicules.

## À proximité
- Gare centrale de La Haye